# Picconia
Picconia, biljni rod iz porodice maslinovki sa dvije vrste drveća ili grmova iz Makaronezije.
Tipična vrsta je Picconia excelsa, a opisan je u Prodromus Systematis Naturalis Regni Vegetabilis 8: 288. 1844. 

## Opis
Postoje dvije vrste Picconije, jedna na Azorima (P. azorica), druga na Kanarskim otocima i Madeiri (P. excelsa). To su vazdazeleni grmovi ili stabla s jednostavnim, nasuprotnim, cjelovitim ili rijetko nazubljenim listovima. Cvatovi su pazušni, križasti grozdasti cvjetovi s polupostojanim braktejama koje obuhvaćaju cvjetove. Cvjetovi su hermafroditni; čaška malena i četverokarpna; vjenčić također četverokarpan, režnjevi se izmjenjuju iz čašnih režnjeva; prašnika dva. Plod je koštunica (Green 2004). 

## Vrste
1. Picconia azorica (Tutin) Knobl.
2. Picconia excelsa (Aiton) DC.;